# Hoshihananomia kurosai
Hoshihananomia kurosai is een keversoort uit de familie spartelkevers (Mordellidae). De wetenschappelijke naam van de soort is voor het eerst geldig gepubliceerd in 1955 door Chûjô & Nakane.